# JR東日本建築設計
株式会社JR東日本建築設計（ジェイアールひがしにほんけんちくせっけい）は、東京都渋谷区代々木に本社を置くJR東日本資本の組織系建築設計事務所。

## 概要
1989年に東日本旅客鉄道(JR東日本)の建築部門より分離し設計事務所として独立。
主にJR東日本関連の駅舎、商業施設の設計、車両内装のデザイン等を行う。
鉄道建築設計において国内トップの実績をもち、数多くの賞を受賞している。近年では、日本国内の建築作品に対する最も権威ある賞として知られる日本建築学会賞を鉄道建築関連で二度受賞している。
東日本旅客鉄道（JR東日本）の完全子会社（前身は国鉄、営繕部および東日本旅客鉄道、建築設計部。現在、連結子会社）。

## 沿革
- 1989年4月1日 - 設立[1]。
- 1989年12月 - 東北事務所設立
- 1998年4月 - 上信越事務所設立
- 同年 - 株式会社ジェイアール東創建設立
- 2004年7月 - 株式会社ジェイアール東環境計画設立
- 2011年4月 - 株式会社ジェイアール東環境計画を吸収合併
- 2012年4月 - フランスAREP社との業務契約締結
- 2014年4月 - 株式会社ジェイアール東創建を吸収合併
- 2019年4月1日 - ジェイアール東日本建築設計事務所からJR東日本建築設計に社名を変更[3]

## 主な作品
- 高輪ゲートウェイ駅
- ウォーターズ竹芝
- デルタ川崎
- 高輪ゲートウェイシティ
- 東京ステーションシティ
- 港区郷土歴史館等複合施設ゆかしの杜
- 原宿駅
- JR横浜タワー
- プレイアトレ土浦
- 仙台駅自由通路・仙台駅東口開発
- 上野駅公園口駅舎
- 国見町庁舎
- 大釜駅
- 柿崎駅
- グラントウキョウ
- 関西学院大学
- さくらんぼ東根駅
- 横手駅
- 秋田ノーザンゲートスクエア
- アトレ四谷
- 船岡駅
- 新宿駅新南口本屋
- 東大宮操東京総合訓練センター
- 池袋駅ビル
- フォレスト軽井沢
- ドミトリー西船橋
- 四ツ谷駅連絡通路
- 西大宮駅
- 西府駅
- 木下駅
- 羽後長野駅
- 新潟駅ビルCoCoLo南館
- ジェクサー四ツ谷改修
- 川崎BE改装
- LUMINEMAN渋谷（閉業）
- ホテルメッツ駒込
- シァルプラット東神奈川
- ホテルメトロポリタン高崎改修
- 鉄道博物館
- 広丘駅
- 大成駅（鉄道博物館駅）
- 蒲田駅
- 作並駅
- 越谷レイクタウン駅
- 竜王駅
- 宝積寺駅
- いわき駅
- 矢幅駅
- 遊佐駅
- 羽生田駅
- 矢代田駅
- 広田駅
- 三鷹駅コスモスプラン（Dila三鷹）
- 蒲田駅コスモスプラン（グランデュオ蒲田）
- 五反田駅コスモスプラン（アトレヴィ五反田）
- 田端駅コスモスプラン（アトレヴィ田端）
- 仙台エスパルII
- ホテルメッツ立川
- ホテルメッツかまくら大船アネックス
- 東京メディア王子ビル
- NDK第三王子ビル
- JR東日本アートセンター自由劇場(四季劇場)
- 物井駅
- 田沢湖駅/田沢湖観光情報センター
- 雫石駅・雫石銀河ステーション
- ファミリーオ栂池 - 2011年9月30日をもって営業を終了[4]
- ホテルメッツシリーズ（水戸・浦和・川崎）
- JR東日本本社ビル
- 八王子みなみ野駅
- JR東日本東京地域本社ビル(現:JR東日本東京支社ビル)
- 平塚駅・駅ビルラスカ増築
- 東京駅中央線重層化
- ホテルメトロポリタン長野
- 深谷駅
- フォルクローロ遠野
- サピアタワー
- 友部駅
- 駒込駅
- ジェクサーフィットネス＆スパ上野
- 渋谷駅南口本屋旅客便所改修
- 新青森駅
- 日立駅
- JR南新宿ビル
- 東京ステーションホテル
- ホテル アールメッツ宇都宮
- ウッドスクェア
- グランルーフ
- マーチエキュート神田万世橋
- シャル桜木町
- 石の百年館
- 長野駅改良
- 国見町役場庁舎
- 飯山駅
- JR新宿ミライナタワー
- 久慈駅

## 主な受賞
- 2016日本建築学会賞(業績) : マーチエキュート神田万世橋(明治の鉄道遺構としての万世橋高架橋の再生保存と地域活動)
- 2015日本建築学会作品選奨 : 東京駅丸の内駅舎保存・復原
- 2014日本建築学会賞(業績) : 東京駅丸の内駅舎保存・復原
- 2014ブルネル賞 : 東京ステーションシティ
- 2014グッドデザイン賞 : マーチエキュート神田万世橋
- 2014公共建築賞 : 鉄道博物館
- 2013日本建築家協会賞 : 東京駅丸の内駅舎保存・復原
- 2012T-1グランプリ : ウッドスクェア(ポラテック本社ビル)
- 第23回建築環境デザインコンペ（東京ガス主催）最優秀賞受賞
- 2010交通研究協会賞論文部門優秀賞受賞
- 2009交通研究協会賞図書部門最優秀賞
- JIA優秀建築選2007「品川駅コスモスプラン」入選
- 鉄道建築ニュース700号記念デザインコンペ　佳作受賞
- 2005ブルネル賞(奨励賞)：さいたま新都心駅
- 1995鉄道建築協会賞作品部門受賞：矢吹駅
- 1994鉄道建築協会賞作品部門受賞：山形駅ビル
- 1993鉄道建築協会賞作品部門受賞：池袋駅ビル
- 1992鉄道建築協会賞作品部門受賞：鳴子駅本屋・ナイス
- 1991鉄道建築協会賞作品部門受賞：四ツ谷駅ビル「アトレ」
- 青島マスタープラン提案コンペティション1位選出

### 主な在籍・出身人物
- 有山伸司
- 伊藤喜彦
- 林篤
- 石橋裕之
- 進藤隆之
- 井上和也
- 杉山俊彦
- 青山裕之
- 肥塚知成
- 星野幸次

## 関連会社
- 東日本旅客鉄道株式会社
- JR東日本コンサルタンツ
- JR東日本ビルテック